# Fonts de l'Alameda
Les Fonts de l'Alameda és un conjunt neoclàssic de la Ràpita (Montsià) protegit com a Bé Cultural d'Interès Local.

## Descripció
Dos elements, front per front, d'idèntic tractament formal però en diferent estat de conservació. Ocupen un lloc notori a la Plaça de Carles III, al centre de les porxades, on comença la forma semicircular del traçat.
L'element de la part de ponent manté la seva forma inicial, encara que deteriorada. L'altra va ser restaurat a la postguerra.
Estan formats per un cos central dins l'arc de mig punt, amb restes de relleu en forma d'àmfora, amb la sortida d'aigua. Pilastres laterals amb encoixinat i frontó superior.
Obra de rajola massissa arrebossada la de ponent, l'altra fou restaurada amb aplacat de marbre.
1992: l'element de ponent s'ha restaurat.

## Història
Foren construïdes, juntament amb els porxos de la plaça de Carles III, com a infraestructura d'aquesta, en un estricte estil neoclàssic.
Carles III ordenà el començament de les obres de la reial ciutat el 1780, que es van interrompre uns anys després, dins un ambiciós pla econòmic, portuari i urbanístic de nou poblament.